# منطقه حفاظت‌شده کبولتی
منطقه حفاظت‌شده کبولتی (به لاتین: Kobuleti Managed Reserve) یک منطقه حفاظت‌شده در گرجستان است که در کبولتی واقع شده‌است.